# Le Gang des pianos à bretelles
Pour plus de détails, voir Fiche technique et Distribution.
Le Gang des pianos à bretelles est un film français réalisé par Gilles de Turenne, sorti en 1953.

## Synopsis
Un accordéoniste jouant dans des salles mal famées est pris pour un gangster par un envoyé spécial du syndicat du crime américain chargé d’enquêter sur le milieu français. L'américain préparera une attaque à main armée avec un gang de femmes spécialisé dans l'escroquerie aux touristes. Mais l'accordéoniste fera échouer le braquage et tous les malfaiteurs finiront sous les verrous.

## Fiche technique
- Titre : Le Gang des pianos à bretelles
- Titres alternatifs : Gangsters en jupons / Hold-up en musique
- Réalisation : Gilles de Turenne
- Supervision : Jacques Daniel-Norman
- Dialogues : Pierre Delestang
- Décors : Robert Hubert
- Photographie : Pierre Levent
- Musique : Alex Manfrino et Émile Prud'homme
- Montage :Germaine Artus
- Son : Pierre-Henry Goumy
- Société de production : Paris-Monde-Production
- Pays d'origine :  France
- Format : Noir et blanc - 1,37:1 - 35 mm - Son mono
- Genre : Comédie
- Durée : 74 minutes
- Date de sortie : 
  - France : 19 juin 1953

## Distribution
- Ginette Leclerc : Ginette
- Jean Tissier : Al Pat, le frère de Ginette
- Émile Prud'homme : Émile Prévost, l'accordéoniste vedette
- Georges Poujouly : Jacky, le petit frère d'Émile
- Paul Demange : Paul, le chef des gangsters américains
- Cora Camoin : Cora
- Raphaël Patorni : Al, le gangster américain à Paris
- Christine Fabrega : Un mannequin
- Franck Maurice : Un pêcheur à la guinguette
- Marius Gaidon : Le directeur du casino municipal
- André Dalibert
- Luc Andrieux
- Rudy Lenoir
- Georges Riquier
- Jacques Sablon
- Jacqueline Pacaud
- Jean Robic : lui-même
- Raymond Pierson : Un spectateur à 'La nuit brune' (non crédité)
- Jean Poiret : Le présentateur de 'La nuit brune'  (non crédité)